# Символ на вярата
Верую или Символът на вярата (на църковнославянски вярвам, на латински Credo) е древен текст, с който християните изповядват своята вяра по време на своите съвместни и лични молитви.
В дванадесетте члена на Символа са изложени накратко и точно основните истини на вярата. Първите седем члена – относно Бог Отец и Господ Иисус Христос – са съставени от светите Отци на Първия вселенски събор в Никея (325 г.). Последните пет члена – относно Бог Дух Свети, Църквата, Кръщението, Възкресението на мъртвите и вечния живот – са добавени на Втория вселенски събор в Цариград (381 г.). Поради това Символът на вярата се нарича също Никео-Цариградско Верую (на латински Niceno /Nicene /-Konstantinopolitanum).
Тази съборно установена вероизповед се използва до днес от всички източни Православни църкви. Единствено Римската църква е направила промяна в осмия член на Символа, само два века след утвърждаването му. Така изменен, Символът е преминал и в произлезлите от нея лутерански и други протестантски църкви. В резултат на повишения контакт и богословски диалог през последното десетилетие, някои протестантски пастори се отказват от добавката и се връщат към първоначалния Символ верую.
При общото богослужение Символът на вярата се произнася от богомолците преди осветяването на Св. Дарове (Евхаристията), по време на т.нар. Литургия на верните (т.е. тези които вече са приели Св. Кръщение). В някои Протестантски църкви Символът се произнася при тържествени служби, с вдигната глава към олтарния кръст, преди или след проповедта, ако няма кръщение.

## Текст на Символа на вярата на съвременен български език
1. Вярвам в един Бог Отец, Вседържител, Творец на небето и земята, на всичко видимо и невидимо.
2. И в един Господ Иисус Христос, Сина Божий, Единородния, Който е роден от Отца преди всички векове: Светлина от Светлина, Бог истинен от Бог истинен, роден, несътворен, единосъщен с Отца, чрез Когото всичко е станало.
3. Който заради нас, човеците, и заради нашето спасение слезе от небесата и се въплъти от Духа Светаго и Дева Мария и стана човек.
4. И бе разпнат за нас при Понтия Пилата, и страда, и бе погребан.
5. И възкръсна в третия ден, според Писанията.
6. И възлезе на небесата и седи отдясно на Отца.
7. И пак ще дойде със слава да съди живи и мъртви и царството Му не ще има край.
8. И в Духа Светаго, Господа, Животоворящия, Който от Отца изхожда, Комуто се покланяме и го славим наравно с Отца и Сина, и Който е говорил чрез пророците.
9. В едната, света, съборна и апостолска Църква.
10. Изповядвам едно кръщение за опрощаване на греховете.
11. Чакам възкресение на мъртвите.
12. И живот в бъдещия век! Амин.

## Текст на Символа на вярата на старобългарски (черковнославянски) език
1. Верую во единаго Бога Отца, Вседержителя, Творца небу и земли, видимим же всем и невидимим. 

2. И во единаго Господа Иисуса Христа, Сина Божия, Единороднаго, Иже от Отца рожденаго прежде всех век; Света от Света, Бога истинна от Бога истинна, рождена, несотворенна, единосущна Отцу, Имже вся биша. 

3. Нас ради человек и нашего ради спасения сшедшаго с небес и воплотившагося от Духа Свята и Марии Деви, и вочеловечшася. 

4. Распятаго же за ни при Понтийстем Пилате, и страдавша, и погребенна. 

5. И воскресшаго в третий ден по Писанием. 

6. И возшедшаго на небеса, и седяща одесную Отца.

7. И паки грядущаго со славою судити живим и мертвим, Егоже Царствию не будет конца. 

8. И в Духа Святаго, Господа, Животворящаго, Иже от Отца исходящаго, Иже со Отцем и Сином спокланяема и сславима, глаголавшаго пророки. 

9. Во едину Святую, Соборную и Апостолскую Церков. 

10. Исповедую едино крещение во оставление грехов. 

11. Чаю воскресения мертвих, 

12. и жизни будущаго века. Амин. 

## Относно добавката „и Сина“ (filioque)
Осмият член на Символа гласи: „Вярвам и в Духа Светаго, Господа, Животворящия, Който от Отца изхожда.“
Към него римокатолиците добавили „и Сина“ (на латински „filioque“), вярвайки че Третата Божия ипостас – Бог Дух Свети, изхожда както от Бог Отец, така и от Бог Син – Господ Иисус Христос.
| „ | Et in Spiritum Sanctum, Dominum et vivificantem qui ex Patre Filioque procedit. Вярвам и в Духа Светаго, Господа, Животворящия, Който от Отца и Сина изхожда. | “ |

Тази добавка източноправославните християни винаги са осъждали като богохулна, защото поставя Бог във времето и пространството. Тя според източните тълкуватели противоречи и на Христовите думи: „А кога дойде Утешителят, Когото Аз ще ви пратя от Отца, Духът на истината, Който изхожда от Отца, Той ще свидетелствува за Мене“ (Йоан 15, 26). Католическата мотивация за добавянето на „и Сина“ в текста на Символа почива на схващането на свети Василий Велики, изразено в трактата му „За Светия Дух“, че Духът изхожда „от Отца и чрез Сина“, възприето и у Григорий от Тур. Всъщност тази западна формула е насочена срещу вестготите-ариани в Испания, които са предполагали йерархия и неравнопоставеност вътре в Света Троица. Католическата Църква не смята Filioque за особена пречка пред общението си с източните християни, тъй като Светият престол в Рим приема за пълноценни католици и униатите или „католици от източен/византийски обред“, които обикновено четат Символа на вярата без тази добавка в осми член.

## Историческа справка относно добавката „и Сина“ (filioque)
За пръв път тя е употребена на поместния т.нар. Трети синод в Толедо (Испания) в 589 г. Според някои историци Филиоквето е въведено официално в римокатолическата Църква от папа Адриан I (772 – 795). Известно е, че през VIII в. добавката навлиза в литургията на франките.
През 808 г. в Йерусалим избухва спор между гръцки и франкски монаси за Филиоквето. Франките се обръщат с молба за разрешаване на спора. В 809 или 810 г. Карл Велики, който е далече от тънкостите на византийската теология и по други въпроси, свиква събор в Аахен, който решава в полза на Филиоквето и решенията на Втория събор в Толедо, непризнат от източноправославните. Карл Велики настоява пред папа Лъв III да въведе Филиоквето официално. Папата отказва и заповядва латинският и гръцкият текстове да бъдат гравирани в катедралата „Св. Петър“ в Рим на каменна плоча – без добавката „и Сина“.
След смъртта на Цариградския патриарх Игнатий Константинополски в 877 г. е избран повторно патриарх Фотий. През 879 г. той свиква Четвърти Константинополски събор (879 – 880), на който присъстват пратеници на папа Йоан VIII. Съборът се занимава специално с въпроса за „Филиоквето“ и постановява добавката да се премахне. Решението на събора е санкционирано от папа Йоан VIII и патриарсите на Цариград (Фотий), Антиохия, Йерусалим и Александрия, както и от византийския император Василий I Македонец. Съборът потвърждава равнопоставеността и независимостта на Римската и Константинополската катедра. Според някои историци папата не признава събора и решенията му, макар че те са били приети със съгласието на папските пратеници.
Папа Бенедикт VIII въвел през 1014 г. добавката „и Сина“ в Римската литургия (Тридентинска служба). Според някои историци това станало по искане на император Хайнрих II, който при коронясването му се учудил, че тази добавка липсва.
Римокатолическата църква затвърждава „Филиоквето“ в догма на Четвърти Латерански събор през 1215 г. На Фераро-Флорентинския събор през 1439 г. не се стига до желания компромис между римокатолици и източноправославни.
Старокатолиците от т. нар. Църква от Утрехт също употребяват източноправославния Символ на вярата с добавката „и от Сина“, но за разлика от останалите римокатолици отхвърлят догмата за главенството и незаблудимостта на римския епископ ex-cathedra по въпроси, свързани с вярата и морала.
Добавката filioque не противоречи на Евхаристийното единство на Запада и Изтока, тъй като то се е изповядвало пет века преди Схизмата и според светите отци от първото хилядолетие не е представлявало проблем за общението помежду им.
„В продължение на векове, поместните църкви са съществували съвместно, без Филиоквето да създава проблеми между тях, докато църковните събития не връщат този въпрос на дневен ред при Патриарх Фотий, но и това не води до схизма, и през 1054 г. проблемът за Филиоквето бил латентен, спящ. След Великата Схизма, този въпрос бил повдигнат отново и значимостта на въпроса била преувеличена с цел оправдаване на Схизмата.“ – еп.Йоан Зизюлас, източноправославен богослов.

## Православният символ на вярата на църковнославянски
Вѣрѹю во едѝнаго Бога Отца, Весдержителѧ, Творца Небѹ и земли, видимымъ же всѣмъ и невидимымъ.
И во единаго Господа Іисѹса Хрïста, Сына Божïѧ, Единороднаго, иже ѿ Отца рожденаго прежде всѣхъ вѣкъ: Свѣта ѿ свѣта, Бога истинна, рождена, несотворенна, единосѹщна Отцѹ, Имже всѧ быша.